# Escharella abyssicola
Escharella abyssicola is een mosdiertjessoort uit de familie van de Escharellidae. De wetenschappelijke naam van de soort is, als Lepralia abyssicola, voor het eerst geldig gepubliceerd in 1869 door Norman.